# É d'Oxum
É d'Oxum é uma canção escrita por Gerônimo Duarte e Everaldo Calazans de Almeida Filho e lançada em 1985.

## Repercussão midiática
O filme Ó Paí, Ó, estrelado por Lázaro Ramos e Wagner Moura, levou mais de 350 mil pessoas ao cinema em 2007 e arrecadou mais de 3 milhões de reais. A obra, dirigida por Monique Gardenberg e com roteiro baseado em uma peça de Márcio Meirelles, tem a canção de Gerônimo interpretada pelo personagem Roque (Lázaro Ramos) logo na primeira cena.
Já em 2023, a composição inspirou a criação de um curta-metragem, É d'Oxum - A força que mora na água. Dirigido por Dayane Sena, o curta apresenta como essa obra musical é considerada um elemento de pertencimento e de identidade de soteropolitanos e baianos. Na produção audiovisual, expressa em cada verso da canção a relação entre a natureza e o candomblé é um aspecto cultural e simbólico essencial do jeito de ser baiano. Considerada por muitos artistas como hino de Salvador.